# (37244) 2000 WF175
2000 WF175 (asteroide 37244) é um asteroide da cintura principal. Possui uma excentricidade de 0.06872030 e uma inclinação de 18.87813º.
Este asteroide foi descoberto no dia 26 de novembro de 2000 por LINEAR em Socorro.